# 阿保順子
阿保 順子（あぼ じゅんこ、1949年 - ）は、日本の看護学者・看護師、北海道医療大学特任教授。専門は、精神科看護学。

## 略歴
青森県弘前市生まれ。1970年、日本赤十字中央女子短期大学（現・日本赤十字看護大学）卒業。卒業後は日本赤十字社中央病院などに看護師として勤務し、厚生病院附属高等看護学院講師。1979年慶應義塾大学通信教育部卒業。1981年弘前大学医療技術短期大学部非常勤講師。1992年弘前大学大学院人文科学研究科修士課程修了。
1993年北海道医療大学看護福祉学部助教授。その後、同看護福祉学部教授を経て、2010年に北海道医療大学退職。同名誉教授。長野県看護大学学長に就任。2011年より北海道医療大学大学院看護福祉学特任教授。2017年長野県看護大学学長退任。長野県看護大学退職。

## 著書
- 精神科看護の方法 患者理解と実践の手がかり 医学書院 1995.5
- 痴呆老人が創造する世界 岩波書店 2004.2 「認知症の人々が創造する世界」岩波現代文庫
- 精神看護という営み 専門性を超えて見えてくること・見えなくなること 批評社 2008.5 (サイコ・クリティーク)

## 共編著
- 統合失調症急性期看護マニュアル 急性期精神科看護研究会著 佐久間えりか共編 すぴか書房 2004.5
- メディアと精神科医 見識ある発言と冷静な受容のために 高岡健共編 批評社 2005.6 (メンタルヘルス・ライブラリー)
- 人格障害のカルテ 実践編 犬飼直子共編 批評社 2007.2 (メンタルヘルス・ライブラリー)
- 境界性人格障害患者の理解と看護 粕田孝行共編著 精神看護出版 2008.5
- 高齢者の妄想 老いの孤独の一側面 浅野弘毅共編 批評社 2010.7 (メンタルヘルス・ライブラリー)

## 翻訳
- アダム看護論 エヴリン・アダム 医学書院 1996.7
- 精神科臨床における救急場面の看護 マーティン F.ウォード 医学書院 2003.8

## 参考
- 安保順子プロフィール（立命館大学生存学研究所）
- KAKEN（安保順子）